# Aristolochia baetica
Aristolochia baetica es una especie iberoafricana de planta herbácea perteneciente a la familia de las aristoloquiáceas.

## Descripción
Hierba perenne trepadora. Tallos de 60 cm a 4 m, glabros. Hojas simples, pecioladas y alternas, con un limbo ovado triangular, cordado, entero y coriáceo. Flores solitarias de 2-8 cm, axilares y hermafroditas. Periantio simple en forma de "S", petaloideo, de color pardo-púrpura, diferenciado en un tubo curvado y un limbo entero; tubo hinchado en su base (utrículo). Externamente glabro e internamente piloso. Ovario ínfero, con 6 carpelos soldados, formando una columna estilar. Androceo con 6 estambres soldados a esta columna. Fruto capsular de 2-7 cm, con 6 valvas que se separa en la madurez.

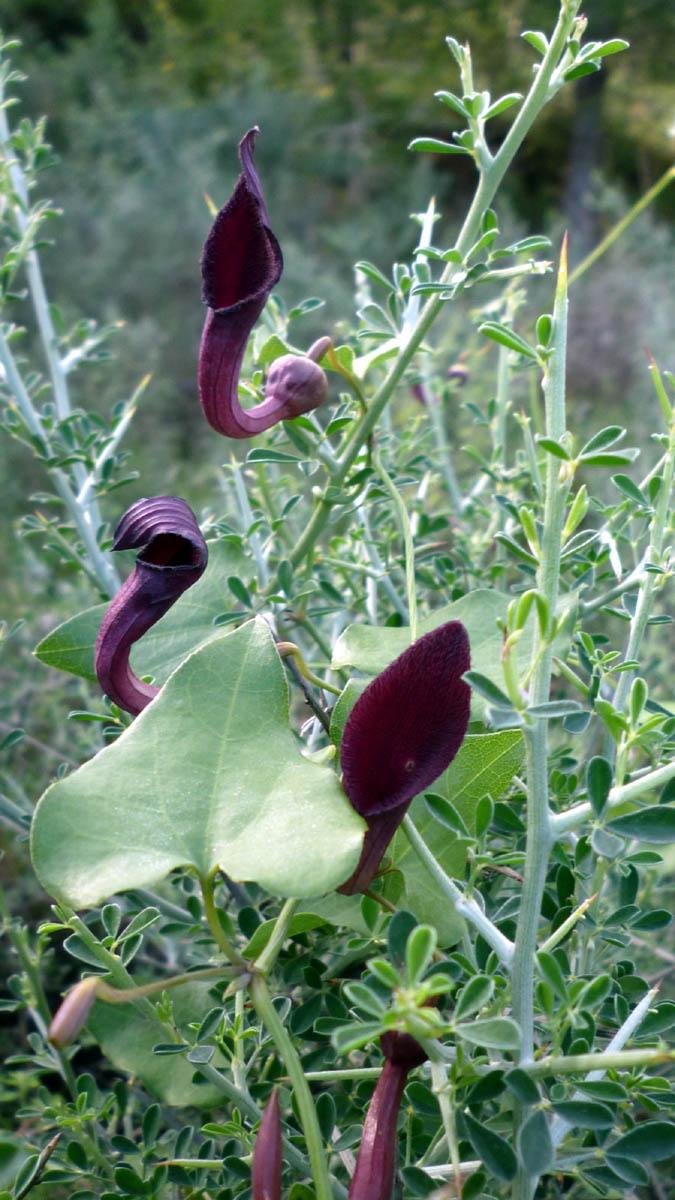
Vista de la planta

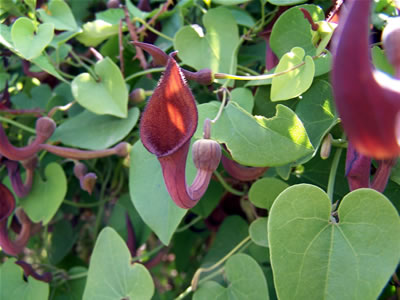
Detalle

## Hábitat
La aristoloquia es una planta típica del sotobosque, matorral y maleza, librándose de la sombra gracias a sus características trepadoras. La floración es de octubre a mayo.

## Distribución general
En España se puede encontrar en toda Andalucía, y parte del Levante, en África está presente solamente en Marruecos.

## Principios activos y usos medicinales
La presencia de principios activos, sobre todo en la raíz, como la aristoloquina, alcanfor y trimetilamina, permite su uso como febrífuga y emenagoga, es decir que provoca la regla, pero en dosis altas puede ser abortiva. Antiguamente la aristoloquia se usaba para provocar el parto a las embarazadas.
Sin embargo, la aristoloquina es altamente tóxica e irritante de las mucosas, pudiendo en dosis altas producir parada respiratoria. Por ellos, su uso debe realizarse exclusivamente bajo control médico.

## Polinización
Las flores del género Aristolochia son catalogadas como protoginas. Es decir, que las partes femeninas de la flor maduran antes y las masculinas, después. Es una estrategia para evitar la auto-polinización, ya que cuando las anteras producen polen, el estigma ya ha cesado en sus funciones y no es receptivo, evitando así que la flor sea fertilizada con su propio polen.
Este mecanismo permite que al abrir la flor, durante el primer día el estigma recibe polen y los óvulos son fecundados con polen que los insectos traen de otras plantas. Cuando la recepción de polen cesa, las anteras comienzan a producir polen que se les pega a los insectos para luego ser llevado a otras flores y así cerrar el ciclo.
En la mayoría de las especies de Aristolochia, como es el caso de A. baetica, la polinización se lleva a cabo gracias a insectos, como en el género Arum debido, en primer lugar, a que engañan a los insectos con olores ficticios, en este caso, las flores desprenden un olor corrupto, y en segundo lugar a que la flor no permite que los insectos salgan de su interior hasta después de haberlas fertilizado con polen traído de otras plantas.  Una vez que han marchitado las partes femeninas y madurado las masculinas, los cuerpos de los insectos, principalmente moscas se llenan de polen y la flor les permite salir a fecundar otras plantas con su polen.
Esto es posible debido a que en el tubo de ingreso hay unas hileras de pelos rígidos dispuestas hacia su interior, lo cual hace fácil entrar pero muy difícil salir. Después de que las flores han sido fecundadas y las anteras han soltado el polen que se pega del cuerpo de los insectos, los pelos del tubo pierden su turgencia y se les hace fácil salir de nuevo al aire circundante.

## Taxonomía
Aristolochia baetica fue descrita por Carlos Linneo  y publicado en Species Plantarum 2: 1363. 1753.
Etimología
Aristolochia: nombre genérico que deriva de las palabras griegas aristos ( άριστος ) = "que es útil" y locheia ( λοχεία ) = "nacimiento", por su antiguo uso como ayuda en los partos.  Sin embargo, según Cicerón, la planta lleva el nombre de un tal "Aristolochos", que a partir de un sueño, había aprendido a utilizarla como un antídoto para las mordeduras de serpiente.

La aristoloquia se llamó ansí por parecer que a las mujeres socorría en el parto........La redonda tiene virtud contra todas las otras ponzoñas; mas la luenga resiste el daño de las serpientes y de cualquier veneno mortífero si se bebe una dracma della con vino y se aplica también por de fuera. Bebida con pimienta y con mirra expele el menstruo, las pares y la criatura del vientre; y lo mismo hace metida en la natura de la mujer. Pedacio Dioscórides Anazarbeo, acerca de la Materia Medicinal y de los venenos mortíferos. Andrés Laguna. 1566, Salamanca.

baetica:, epíteto de la bética, lo que hace referencia a su distribución en Andalucía.
Sinonimia
- Aristolochia glauca Desf.
- Aristolochia subglauca Lam.[6]

## Nombre común
- Castellano: aristoloquia bética, aristoloquia de Andalucía, balsamina, candilejos, candiles, candilillos, candilillos sin torcida, candilitos, enredadera, farolitos, melonera, víbora, zarza, zarzaparrilla.[7]